# 魯伊爾鎮區 (伊利諾伊州澤西縣)
魯伊爾鎮區（英語：Ruyle Township）是位於美國伊利諾伊州澤西縣的一個行政鎮區。

## 地方資料
根據2010年美國人口普查的數據，魯伊爾鎮區的面積為73.20平方千米，當中陸地面積為73.17平方千米，而水域面積為0.03平方千米。當地共有人口396人，而人口密度為每平方千米5.41人。